# Marie Dasylva
Marie Dasylva est une coach stratégiste et entrepreneuse française d'origine guinéenne née à Paris. Elle a fondé l'agence Nkali Works et est coach de vie en entreprise pour femmes racisées. La particularité de cette agence dite d'« empowerment » est qu'on y traite toutes les problématiques que peut rencontrer une femme racisée dans son milieu de travail, en particulier le sexisme et le racisme.

## Biographie

### Éducation
Marie Dasylva a étudié dans un lycée du 14e arrondissement de Paris. Après un bac littéraire, elle arrête ses études et devient autodidacte.

### Carrière
Marie Dasylva a travaillé dans la vente dès 18 ans. Après un burn-out et un licenciement en 2014, elle quitte le secteur de la mode et fonde Nkali Works en janvier 2017,. « C'est un mot igbo qui veut dire "se réapproprier sa narration" ». Il s'agit d'une agence d'empowerment et de stratégie dédiée aux femmes racisées et leurs problématiques professionnelles. Elle y organise coachings et formations pour aider ces femmes, étudiantes et professionnelles, à lutter contre les discriminations racistes et sexistes auxquelles elles font face au quotidien. Dans cette dynamique, Marie met en lumière le problème de la « micro-agression » et sa violence qui revient très souvent. À travers les coaching de l'agence, Marie Dasylva veut pousser ces femmes à réinterroger leur parcours.
C'est en partie grâce à son compte Twitter @napilicaio qu'elle s'est fait connaître. Elle y explique, entre autres et en particulier sous le hashtag #JeudiSurvieAuTaf, comment faire face à des situations de racisme, de sexisme ou d'homophobie (avec l'appoint de personnes concernées) en milieu professionnel ou universitaire.
En 2020, elle lance son podcast Better Call Marie (vraisemblablement inspiré du titre de la série Better Call Saul).
Fin janvier 2022, elle sort son premier livre intitulé Survivre au taf, aux éditions Daronnes. Directement inspiré de ses threads Twitter, elle y détaille les violences systémiques qu'elle a pu observer en milieu professionnel. À l'image de ses propos tenus sous le hashtag #JeudiSurvieAuTaf, elle se base sur son vécu et les expériences de ses « pépites » (surnom qu'elle donne aux personnes qu'elle coach) afin de proposer différents outils pour évoluer dans un milieu peu adapté aux personnes marginalisées.
Dans une interview réalisée sur le site Welcome to The Jungle, elle annonce en février 2022 qu'elle envisage de reprendre son podcast Better Call Marie sans toutefois perdre de vue son activité principale, à savoir « recevoir des appels en détresse et les traiter ».

## Publications
- Marie Dasylva (préf. Stella Tiendrebeogo, ill. Charlotte Polifonte), Survivre au taf : Stratégies d'autodéfense pour personnes minorisées, Éditions Daronnes, 28 janvier 2022, 208 p. (ISBN 978-2-492312-02-1, BNF 47142938).